# Camañas
Camañas es un municipio de la provincia de Teruel, perteneciente a la comarca de Comunidad de Teruel, en la comunidad autónoma de Aragón, España. Tiene una población de 127 habitantes (INE 2024)

## Demografía
Camañas cuenta con una población de 127 habitantes (INE 2024).
| Gráfica de evolución demográfica de Camañas entre 1842 y 2021                                                       |
| |
| Población de derecho según los censos de población del INE Población de hecho según los censos de población del INE |

## Administración y política
| Período   | Alcalde                        | Partido |  |
| --------- | ------------------------------ | ------- |  |
| 1979-1983 | Vicente Ibáñez Ros             | UCD     |  |
| 1983-1987 |                                |         |  |
| 1987-1991 |                                |         |  |
| 1991-1995 |                                |         |  |
| 1995-1999 |                                |         |  |
| 1999-2003 |                                |         |  |
| 2003-2007 |                                |         |  |
| 2007-2011 |                                |         |  |
| 2011-2015 | Miguel Ángel Guillén Benedicto | PP      |  |

| Partido político    | Partido político                                   | 2003   | 2007   | 2011   | 2015   |
| Partido político    | Partido político                                   | Ediles | Ediles | Ediles | Ediles |
|                     | Partido de los Socialistas de Aragón (PSOE-Aragón) | —      | 1      | 2      | 2      |
|                     | Partido Aragonés (PAR)                             | 5      | 4      | 1      | 2      |
|                     | Partido Popular de Aragón (PP)                     | —      | 0      | 1      | 1      |
|                     | Compromiso con Aragón (CA)                         | —      | —      | 1      | —      |
|                     | Chunta Aragonesista (CHA)                          | —      | —      | 0      | —      |
| Total de concejales | Total de concejales                                | 5      | 5      | 5      | 5      |

## Patrimonio
- Ermita de la Virgen del Consuelo